# Vince Flynn
Vincent "Vince" Flynn (6 april 1966 – 19 juni 2013) was een Amerikaans thrillerauteur.
Hij was tevens verhaallijnconsultant voor het vijfde seizoen van de televisieserie 24. Flynn stierf op 19 juni 2013 na een drie jaar durend gevecht tegen prostaatkanker.
Als auteur verwierf Flynn bekendheid met zijn Mitch Rapp-reeks. Rapp is een undercover-CIA-antiterrorismeagent.
De Mitch Rapp-reeks werd na de dood van Flynn voortgezet door Kyle Mills.

## Voetnoten
1. ↑  CBS News verslag van het overlijden van Vince Flynn
2. ↑  Notice of death of Vincent Flynn at catholichotdish.com
3. ↑  Best-selling Twin Cities author Vince Flynn dies of cancer at 47, Star Tribune, 19 juni 2013

- Bibliothèque nationale de France: cb167056780 (data)
- Gemeinsame Normdatei: 128584025
- International Standard Name Identifier: 0000 0001 1985 1276
- Library of Congress Control Number: n98021194
- MusicBrainz: 3d2b0265-7c06-418c-a288-f132aa2ec504
- Bibliotheek van het Japanse parlement: 00898551
- Nationale Bibliotheek van Tsjechië: xx0010128
- Nationale Bibliotheek van Israël: 987007286796605171
- Nederlandse Thesaurus van Auteursnamen: 235147842
- Système universitaire de documentation: 172574633
- Virtual International Authority File: 57668585
- WorldCat: E39PBJfrPW6bd878DpMrjqChHC